# Melodie (odrůda jablek)

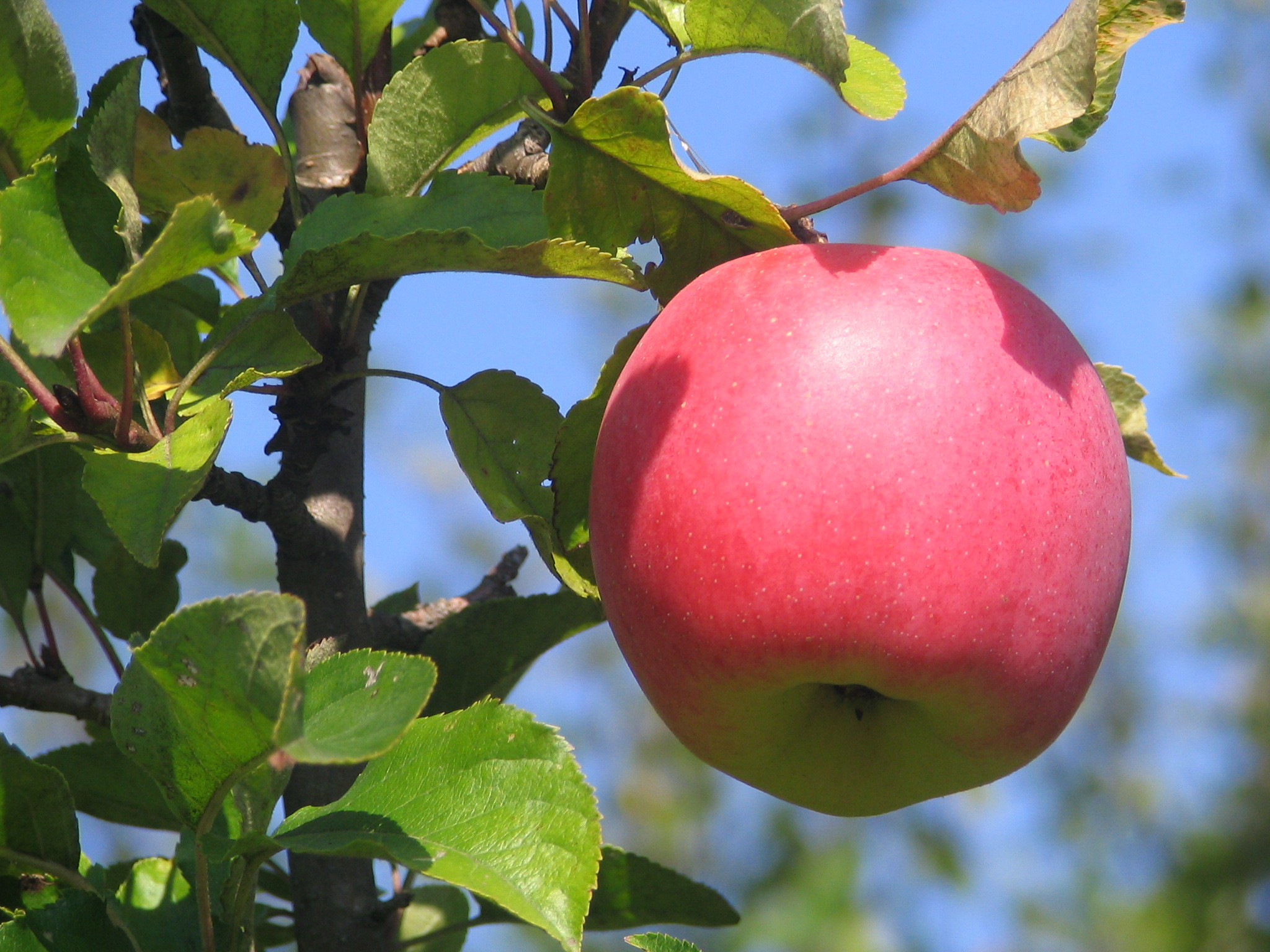
Odrůda Melodie

Melodie (Malus domestica 'Melodie') je ovocný strom kultivar druhu jabloň domácí z čeledi růžovitých. Řadí se mezi raně zimní odrůdy jabloní.

## Historie

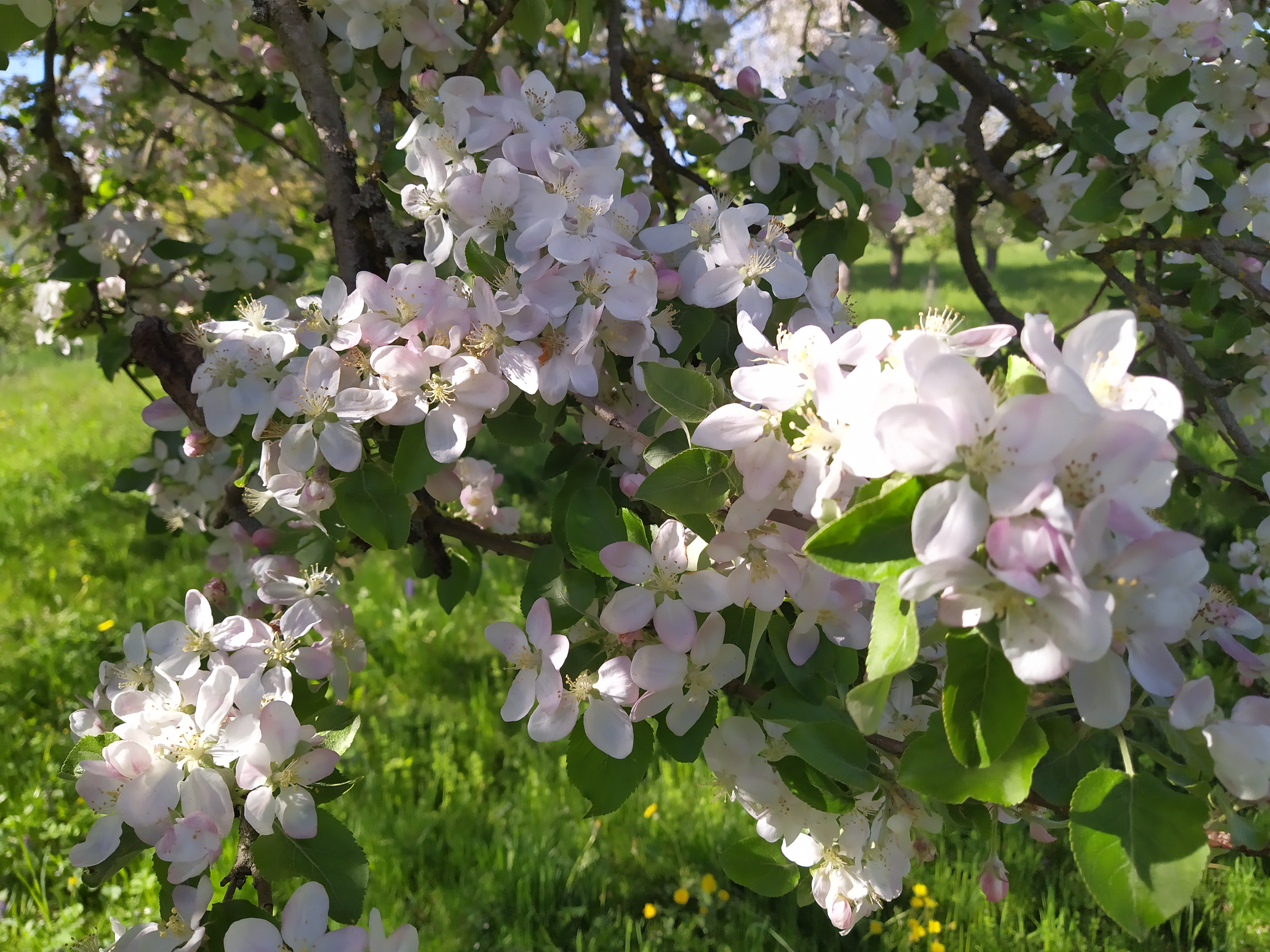
Květy jabloně odrůdy Melodie

Odrůda Melodie je česká odrůda, kterou vyšlechtil a v roce 1991 registroval Otto Louda. Jedná se o křížence odrůdy Šampion s botanickým druhem jabloň mnohokvětá (Malus florinbunda OR-38T-16).
Charakteristika
Strom roste středně bujně, vytváří rozložité kulovité koruny. Obrůstání jednoletými výhony je středně husté.
Plod je středně velký, kuželovitého až kulovitého tvaru, velmi atraktivního vzhledu. Základní barva je světle žlutá, krycí barva je světle červená, žíhaná.
Dužnina má bílou barvu, je středně šťavnatá, navinulé, nakyslé chuti. Díky nízkému obsahu cukru je tato odrůda vhodná pro diabetiky. Sklizňová zralost nastává v polovině září, konzumní zralost je od listopadu. Skladovatelnost je do února.
Plodnost je brzká a vysoká. Plody rostou hustě ve shlucích, proto je nutná důkladná červnová probírka. 
Je rezistentní vůči strupovitosti. Zvláště v teplých oblastech může být napadána padlím, proto je to odrůda vhodná do středních a vyšších poloh. 